# Classic Loire Atlantique 2022
La Classic Loire Atlantique 2022, ventiduesima edizione della corsa, valida come evento dell'UCI Europe Tour 2022 categoria 1.1 e come terza prova della Coppa di Francia 2022, si svolse il 19 marzo 2022 su un percorso di 182,8 km, con partenza e arrivo a La Haie-Fouassière, in Francia. La vittoria fu appannaggio del francese Anthony Perez, il quale completò il percorso in 4h16'15", alla media di 42,802 km/h, precedendo il britannico Lewis Askey e il connazionale Matis Louvel.
Sul traguardo di La Haie-Fouassière 68 ciclisti, su 109 partiti dalla medesima località, portarono a termine la competizione.

## Squadre e corridori partecipanti
| N.    | Cod. | Squadra                  |
| ----- | ---- | ------------------------ |
| 1-7   | ACT  | AG2R Citroën Team        |
| 11-17 | GFC  | Groupama-FDJ             |
| 21-25 | COF  | Cofidis                  |
| 31-37 | SVB  | Sport Vlaanderen-Baloise |
| 41-47 | EKP  | Equipo Kern Pharma       |
| 51-57 | BBK  | B&B Hotels-KTM           |
| 61-67 | ARK  | Team Arkéa-Samsic        |
| 71-77 | TEN  | TotalEnergies            |

| N.      | Cod. | Squadra                          |
| ------- | ---- | -------------------------------- |
| 81-87   | AUB  | St Michel-Auber 93               |
| 91-97   | GRL  | Go Sport-Roubaix Lille Métropole |
| 101-107 | UNA  | Team U Nantes Atlantique         |
| 111-117 | NMC  | Nice Métropole Côte d'Azur       |
| 121-127 | FRA  | Francia                          |
| 131-137 | EVO  | EvoPro Racing                    |
| 141-147 | JAV  | Java Kiwi Atlántico              |
| 151-157 | SRA  | Swiss Racing Academy             |

## Ordine d'arrivo (Top 10)
| Pos. | Corridore         | Squadra       | Tempo    |
| ---- | ----------------- | ------------- | -------- |
| 1    | Anthony Perez     | Cofidis       | 4h16'15" |
| 2    | Lewis Askey       | Groupama      | s.t.     |
| 3    | Matis Louvel      | Arkéa         | s.t.     |
| 4    | Paul Lapeira      | AG2R          | s.t.     |
| 5    | Hugo Page         | Francia       | s.t.     |
| 6    | Fabien Grellier   | TotalEnergies | s.t.     |
| 7    | Franck Bonnamour  | B&B           | s.t.     |
| 8    | Clément Venturini | AG2R          | s.t.     |
| 9    | Alan Jousseaume   | TotalEnergies | s.t.     |
| 10   | Kamiel Bonneu     | Sport Vl.     | s.t.     |